# Cuiry-lès-Iviers
Cuiry-lès-Iviers är en kommun i departementet Aisne i regionen Hauts-de-France i norra Frankrike. Kommunen ligger  i kantonen Rozoy-sur-Serre som ligger i arrondissementet Laon. År 2022 hade Cuiry-lès-Iviers 26 invånare.

## Befolkningsutveckling
Antalet invånare i kommunen Cuiry-lès-Iviers
Referens: INSEE